# بوزنباخ
بوزنباخ (به آلمانی: Bosenbach) یک شهر در آلمان است که در Altenglan واقع شده‌است. بوزنباخ ۸۳۲ نفر جمعیت دارد.